# Азра (филм)
Азра је југословенски филм из 1988. године. Режирао га је Мирза Идризовић, а сценарио је писао Злата Курт.

## Радња
Прича се одвија непосредно после Другог светског рата током брзих историјских промена и патријархалног начина живота.
Азра је жена мајор која се у партизанима борила против Немаца у Другом светском рату. Она се враћа у своје село у чијем је ослобађању учествовала. Њен муж је такође био официр високог ранга, и упркос томе она схвата да ће бити теже да је прихвате у селу и да се врати породичном животу.
Азра је жена за чијег мужа се сумња да сарађује са нацистима. Њен син бежи од куће и придружује се Покрету отпора, и тако се међусобно супротстављају чланови породице једни против других.
Друга прича је о два брата која се боре на супротстављеним странама у овом крвавом рату, један је на страни Немаца, а други на страни партизана.

## Улоге
| Глумац                 | Улога   |
| ---------------------- | ------- |
| Дара Џокић             | Азра    |
| Младен Нелевић         | Хамо    |
| Семка Соколовић-Берток | Мајка   |
| Звонко Лепетић         | Отац    |
| Сенад Башић            | Зијо    |
| Сњежана Мартиновић     | Ана     |
| Миа Беговић            | Марина  |
| Фарук Беголи           | Осман   |
| Боро Стјепановић       | Митар   |
| Борис Козић            | Ади     |
| Душица Жегарац         | Јелена  |
| Богдан Диклић          | Звонко  |
| Коле Ангеловски        | Лоренцо |
| Јасмин Гељо            | Ибро    |
| Влајко Шпаравало       | Миле    |
| Нада Пани              | Тетка   |
| Божидар Буњевац        | Шофер   |